# Йокела, Микко
Микко Йокела (фин. Mikko Jokela; род. 4 марта 1980, Лаппеэнранта, Финляндия) — финский хоккеист, игравший на позиции защитника. Игрок сборной Финляндии.

## Биография
Воспитанник системы хоккейного клуба КалПа. В финской хоккейной лиге дебютировал за столичный ХИФК. В 1998 году на драфте НХЛ права на игрока были закреплены за командой «Нью-Джерси Девилз». В сезоне 2000/01 выступал в АХЛ за фарм-клуб «Дэвилз», «Олбани Ривер Рэтс». В 2001 году хоккеист перешёл в «Ванкувер Кэнакс» в обмен на Стива Карья, где сыграл первый и единственный матч в НХЛ. Выступал в АХЛ за канадскую команду «Манитоба Мус».
В 2004 году вернулся в Финляндию, выступал за ХПК и «Йокерит». В 2009 году подписал контракт с белорусским клубом КХЛ «Динамо» Минск. В континентальной лиге сыграл 18 матчей, дважды ассистировал партнёрам при взятии ворот соперника, также записал на свой счёт 6 минут штрафа.
Сезон 2010/11 провёл в шведской хоккейной лиге в клубе «Тимро». С 2011 по 2014 год играл за ХИФК. С 2014 по 2016 — капитан хоккейного клуба КалПа. С командой принял участие в двух розыгрышах хоккейной Лиги Чемпионов. В мае 2016 года подписал контракт с австрийским клубом «Филлах».
В 2008 году Микко Йокела выступал на чемпионате мира за сборную Финляндии, с командой завоевал бронзовые медали первенства. Сывграл 9 игр на турнире, заработал 6 минут удалений с игровой площадки. Также участвовал в трёх розыгрышах Еврохоккейтура.